# Bułgaria na Letnich Igrzyskach Paraolimpijskich 2012
Bułgarię na Letnich Igrzyskach Paraolimpijskich 2012 w Londynie reprezentowało 8 zawodników w 2 konkurencjach.

## Zdobyte medale
| Medal  | Zawodnik          | Dyscyplina    | Konkurencja             | Data       |
| ------ | ----------------- | ------------- | ----------------------- | ---------- |
| Srebro | Steła Enewa       | Lekkoatletyka | rzut dyskiem (F57/58)   | 4 września |
| Srebro | Steła Enewa       | Lekkoatletyka | pchnięcie kulą (F57/58) | 8 września |
| Brąz   | Radosław Złatanow | Lekkoatletyka | skok w dal (F12)        | 6 września |

## Reprezentanci

### Judo
- Iwomira Michajłowa

### Lekkotletyka
- Mustafa Juseinow
- Deczko Owczarow
- Rużdi Rużdi
- Radosław Złatanow
- Steła Enewa
- Iwanka Kolewa
- Danieła Todorowa